# Martina de Roma
Martina de Roma, santa patrona de Roma, va ser martiritzada l'any 226, segons algunes fonts, més probablement l'any 228, sota el pontificat del papa Urbà I, segons altres. La seva festa és el 30 de gener.

## Biografia
Filla d'un excònsol i òrfena molt jove, va ser descrita com una verge noble i bella. Va testimoniar tan obertament la seva fe cristiana que no va poder escapar de les persecucions sota Alexandre Sever. Detinguda, se li va demanar que abandonés la fe cristiana i tornés a la idolatria, i s'hi va negar. Després d'això va ser sotmesa a diverses tortures i finalment va ser decapitatda.
Aquestes tortures, segons la seva vita inclouen la flagel·lació. Va ser condemnada a ser devorada per bèsties salvatges a l'amfiteatre, però miraculosament no la van tocar. Després va ser llançada a una pira en flames, de la qual també va sortir il·lesa, i finalment va ser decapitada. La seva hagiografia assegura que alguns dels seus botxins també es van convertir al cristianisme i van ser decapitats els dos.

## Veneració
Ostia, a la desembocadura del Tíber, va ser l'escenari del seu martiri; però el seu cos va ser transportat a Roma, on més tard es va dedicar en el seu honor una església prop de la presó mamertina, Santi Luca e Martina.
El 25 d'octubre de 1634, durant la restauració de la cripta, com era habitual en aquesta època a Roma, es van trobar restes enterrades pel pintor Pietro da Cortona, president de l'Accademia di San Luca, i van ser atribuïdes a la màrtir Santa Martina. Sens dubte, s'esperava que això precipitaria una afluència de fons per acollir les relíquies en una nova església. El papa Urbà VIII, que en aquella època ocupava la Santa Seu, va fer reparar l'església i, segons sembla, va compondre els himnes que es canten al seu despatx.

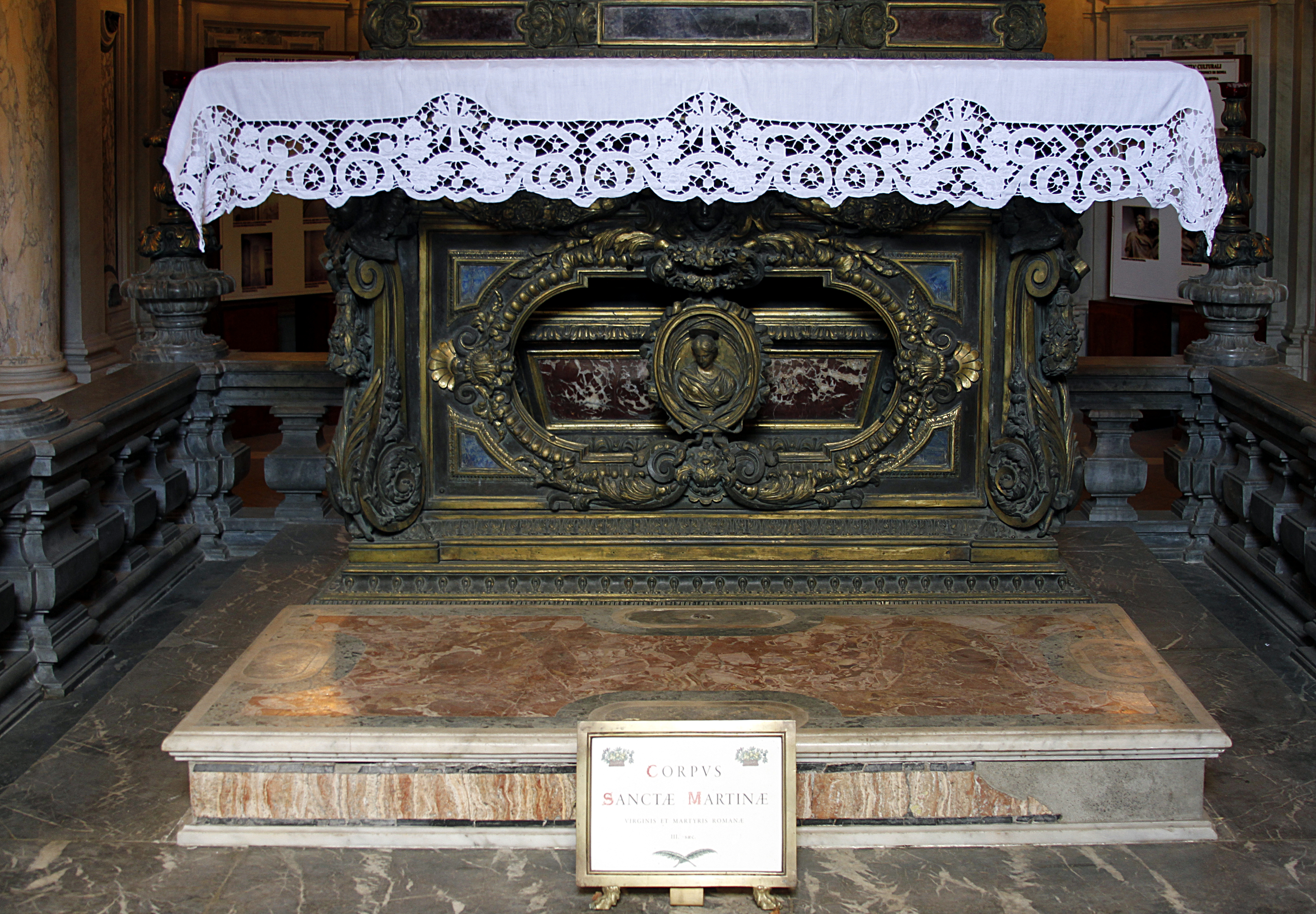
Tomba de Santa Martina